# Caecilia occidentalis
Caecilia occidentalis és una espècie d'amfibi de la família Caeciliidae endèmica de Colòmbia que habita en montans humits tropicals o subtropicals, plantacions, jardins rurals, àrees urbanes i zones prèviament boscoses ara molt degradades.